# Elmina

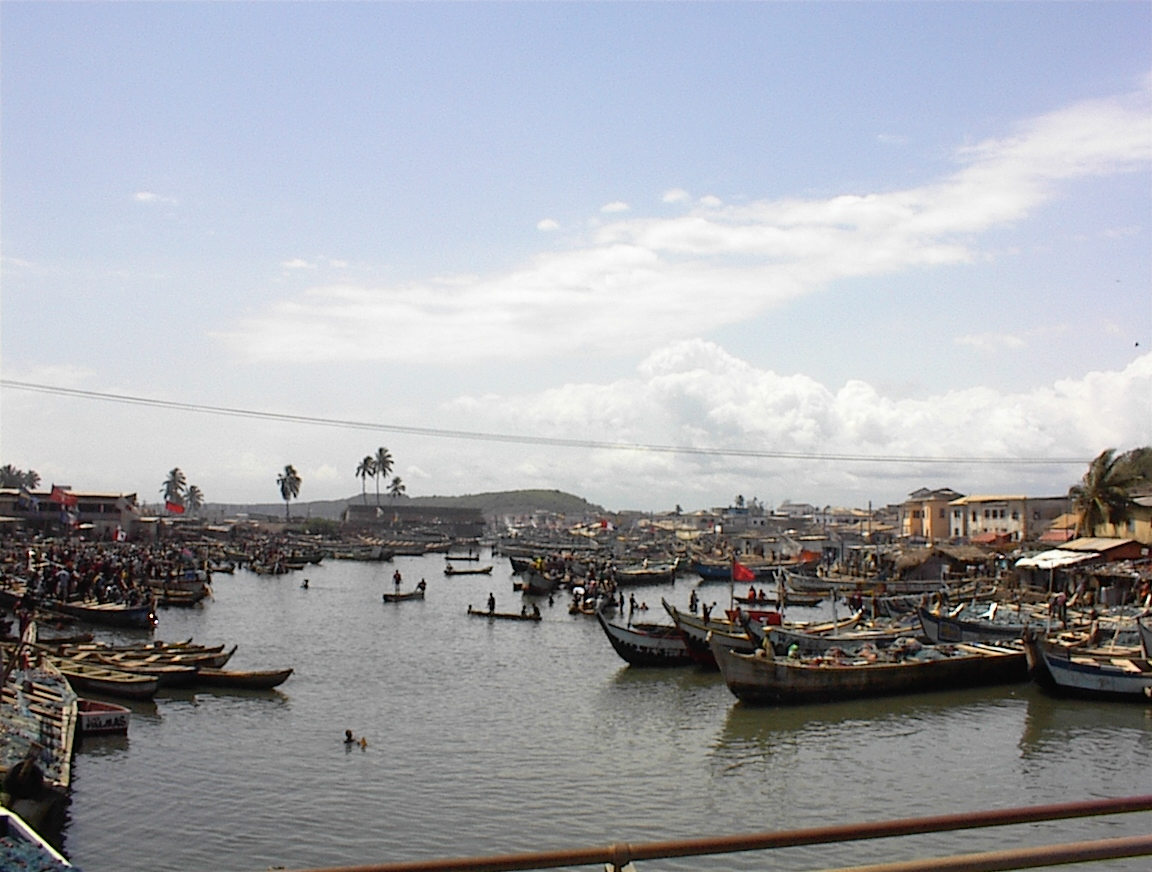
Elminas fiskehamn.

Elmina är en ort i Ghanas Central Region, vid atlantkusten några kilometer väster om Cape Coast. Den är administrativ huvudort för distriktet Komenda-Edina-Eguafo-Abrem, och hade 23 013 invånare vid folkräkningen 2010. Elmina var platsen för européernas första kontakt med det som i dag är Ghana. Elminafortet (byggt 1482) är den äldsta nu existerande europeiska byggnaden i subsahariska Afrika, och är i dag klassat som ett världsarv. Ett annat välbesökt turistmål är Coenraadsburgfortet, som ligger några hundra meter nordväst om Elminafortet. Ungefär 100 000 turister (varav ungefär hälften är utländska) besöker dessa platser varje år.